# OWG
OWG, che sta per Off We Go, è una compagnia aerea charter canadese, con sede a Mirabel mentre i suoi hub principali sono l'Aeroporto Internazionale di Montréal-Pierre Elliott Trudeau e l'Aeroporto Internazionale di Toronto-Pearson.

## Storia
OWG è stata fondata il 6 luglio 2020 da Nolinor Aviation, come compagnia charter. Il volo inaugurale era stato originariamente pianificato per il 31 agosto 2020 ma è stato poi posticipato al 18 dicembre 2020. La compagnia aerea opera con una flotta di Boeing 737 in una configurazione all-economy per trasportare i clienti degli operatori turistici. Il 13 luglio, OWG ha annunciato che stava collaborando con il tour operator canadese Hola Sun Holidays per operare voli dedicati verso Cuba. Il volo inaugurale per l'isola è partito il 18 dicembre 2020, originariamente previsto per il 31 agosto 2020, mentre la compagnia stava operando voli charter all'interno del Canada.
OWG ha interrotto i suoi voli per i Caraibi nel 2021 su richiesta del governo canadese, a seguito della pandemia di COVID-19.

## Flotta
Ad ottobre 2024 la flotta di OWG risulta composta dai seguenti aerei: